# Alexia Bertrand
Pour les articles homonymes, voir Bertrand (patronyme).
Alexia Bertrand, née le 30 mai 1979 à Wilrijk, est une femme politique belge, membre du Mouvement réformateur et de l'Open Vld. Depuis 2025, elle est députée fédérale à la Chambre des représentants. 
Elle est secrétaire d'État au Budget et à la Protection des consommateurs de 2022 à 2025.

## Biographie
Née le 30 mai 1979 à Wilrijk, Alexia Bertrand est la fille de l'homme d'affaires Luc Bertrand, patron d'Ackermans & van Haaren. 
Elle est juriste de formation, diplômée en 2002 de l'Université catholique de Louvain, avant d'obtenir un master en droit à la Faculté de droit de Harvard en 2005. Elle a été membre de la Conférence Olivaint pendant ses études. Avocate au barreau de New York, puis de Bruxelles, spécialisée en droit des sociétés, elle travaille dans des cabinets d'avocats internationaux comme Clifford Chance et Linklaters de 2002 à 2004 et de 2005 à 2012.  En 2012, elle intègre le cabinet du vice-premier ministre Didier Reynders en tant que conseillère en matière de justice, d'asile et d'immigration. Trois ans plus tard, elle devient sa cheffe de cabinet. 

## Carrière politique
En 2012, elle se lance dans la politique, aux élections communales sur la liste du bourgmestre libéral de Woluwe-Saint-Pierre, Willem Draps. Elle est élue mais la liste de Willem Draps, bien que largement première, perd sa majorité absolue et est rejetée dans l'opposition par le démocrate-humaniste Benoît Cerexhe. Elle se représente en 2018, cette fois, en tant que tête de liste Open MR et candidate bourgmestre. Sa liste obtient le même nombre de sièges que celle du bourgmestre sortant mais avec moins de voix. Elle obtient le bon score de 3.187 voix de préférence. Benoît Cerexhe reconduit sa majorité, et Alexia Bertrand et ses co-listiers restent dans l'opposition.
Candidate malheureuse aux élections fédérales de 2014, elle se présente à la Région bruxelloise aux élections de 2019, en troisième position de la liste MR, tirée par Françoise Schepmans. Elle est élue députée bruxelloise avec 6 098 voix, 15e score, tous partis confondus, dans la capitale. Son parti la désigne pour siéger également au Parlement de la Communauté française.
Le 18 novembre 2022, elle rejoint l'Open VLD, le parti du premier ministre Alexander De Croo, et devient secrétaire d'État au Budget et à la Protection des consommateurs dans le gouvernement De Croo à la place de Eva De Bleeker, contrainte à la démission.
Elle est élue députée à la Chambre des représentants à la suite des élections législatives fédérales belges de 2024. Présente sur une liste commune MR-Open VLD, sous l’appellation MR, elle décide de prêter serment en néerlandais et siège ainsi pour l'Open VLD.

## Fonctions politiques
- 2012-2022 : Conseillère communale de Woluwe-Saint-Pierre
- 2019-2022 : députée bruxelloise et cheffe de groupe MR au Parlement bruxellois
- 2019-2022 : députée au Parlement de la Fédération Wallonie-Bruxelles
- 2022-2025 : Secrétaire d'état au Budget et à la Protection des consommateurs (gouvernement De Croo)
- depuis 2024 : députée fédérale à la Chambre des représentants

## Polémiques
En mai 2017, Alexia Bertrand est administratrice de la société dirigée par son père, Ackermans & van Haaren, tout en étant cheffe de cabinet du vice-premier ministre et ministre des Affaires étrangères, Didier Reynders. Le possible conflit d'intérêts entre la position de la diplomatie belge vis-à-vis de l'Arabie saoudite et celle de la société qui ferait affaire dans ce même pays est épinglée par le magazine Le Vif/L'Express. L'intéressée s'en défend arguant qu'elle n'a aucun mandat exécutif chez Ackermans & van Haaren et qu'elle est cheffe de cabinet pour la politique générale et non pour la diplomatie.  

## Vie privée
Alexia Bertrand est mariée et mère de trois enfants, une fille et des jumeaux,.